# Joseph Holt
Joseph Holt (Condado de Breckinridge, 6 de enero de 1807-Washington D. C., 1 de agosto de 1894) fue un abogado y militar estadounidense que se desempeñó como magistrado militar en el cuerpo jurídico del Ejército de los Estados Unidos, especialmente durante los juicios por el asesinato de Abraham Lincoln.

## Biografía
Nacido en Kentucky, se educó en St. Joseph's College en Bardstown y Center College, Danville. En 1828 inició la práctica legal en Elizabethtown. Se mudó a Louisville en 1832, donde fue editor asistente del Louisville Public Advertiser. Entre 1833 y 1835 fue fiscal del estado para el circuito judicial de Kentucky.
Se mudó a Port Gibson (Misisipi), para ejercer la abogacía, residiendo allí entre 1835 y 1842. Regresó a Louisville para recuperarse de la tuberculosis, después de perder a su primera esposa por la enfermedad. En 1857 se trasladó a Washington D. C. para servir como comisionado de patentes hasta 1859. Durante la presidencia de James Buchanan se desempeñó como Director General del Servicio Postal de los Estados Unidos hasta 1861.
Sirvió brevemente como Secretario de Guerra, del 18 de enero al 5 de marzo de 1861; fue nombrado juez en el Ejército de los Estados Unidos el 3 de septiembre de 1862 por el presidente Abraham Lincoln.
En el cargo, procesó a los conspiradores de John Wilkes Booth por el asesinato del presidente Lincoln. El 29 de junio de 1865, los ocho acusados fueron declarados culpables de conspiración para matar al presidente. Samuel Arnold, Michael O'Laughlen y Samuel Mudd fueron condenados a cadena perpetua, Edmund Spangler a seis años de prisión y George Atzerodt, David Herold, Lewis Powell y Mary Surratt a ser ahorcados, siendo Surratt la primera mujer ejecutada por el gobierno federal de los Estados Unidos.
Perteneciente en un principio al Partido Demócrata, posteriormente se unió al sector radical del Partido Republicano. Dimitió del cargo en 1875 y falleció en Washington D. C., el 1 de agosto de 1894.